# Cristina D'Avena e i tuoi amici in TV 13
Cristina D'Avena e i tuoi amici in TV 13 è un album raccolta della cantante Cristina D'Avena, pubblicata nel 2000.

## Tracce
1. Sabrina (Alessandra Valeri Manera/Max Longhi, Giorgio Vanni) 3:17
2. Fiocchi di cotone per Jeanie (A. Valeri Manera/Carmelo Carucci) 3:09
3. Memole dolce Memole (A. Valeri Manera/Giordano Bruno Martelli) 3:09
4. Emily e Alexander: che tipi questi topi (A. Valeri Manera/M. Longhi, G. Vanni) 3:37
5. Alla scoperta di Babbo Natale (A. Valeri Manera/C. Carucci) 3:14
6. Una spada per Lady Oscar (A. Valeri Manera/C. Carucci) 3:29
7. Qua la zampa Doggie (A. Valeri Manera/Silvio Amato) 3:24
8. Oscar e le sette note perdute (A. Valeri Manera/S. Amato) 3:19
9. Pokémon (A. Valeri Manera/M. Longhi, G. Vanni) 3:03
10. Anatole (A. Valeri Manera/Franco Fasano) 3:05
11. Papà Gambalunga (A. Valeri Manera/C. Carucci) 3:09
12. Anthony formidabile formica (A. Valeri Manera/Gianfranco Fasano) 4:14
13. Pollyanna (A. Valeri Manera/C. Carucci) 2:41
14. Cantiamo insieme (A. Valeri Manera/C. Carucci) 3:42
15. Il parco di Giacomo (A. Valeri Manera/S. Amato) 3:29
16. Un fiume di avventure con Huck (A. Valeri Manera/G. Fasano) 3:39

## Interpreti
- Cristina D'Avena (n. 2-3-4-5-6-7-8-10-11-12-13-14-15-16)
- Cristina D'Avena con la partecipazione di Pietro Ubaldi (n. 1)
- Giorgio Vanni (n. 9)
- I Piccoli Cantori di Milano diretti da Laura Marcora, Simona Scuto, Silvio Pozzoli, Stefania Camera, Nadia Biondini, Moreno Ferrara